# Мекнес - Тафилалет
Мекнес – Тафилалет е един от 16-те региони на Мароко. Населението му е 2 141 527 жители (2004 г.), а площта 79 210 кв. км. Намира се в часова зона UTC+0 в североцентралната част на страната. Разделен е на 6 провинции и префектури.